# Latagognoma dacryodes
Latagognoma dacryodes är en fjärilsart som beskrevs av Willie Horace Thomas Tams 1935. Latagognoma dacryodes ingår i släktet Latagognoma och familjen mott. Inga underarter finns listade i Catalogue of Life.